# Szógana

Különféle japán írásrendszerek: manjógana (felül), szógana (középen, vörös), és hiragana (alul).

A szógana (sōgana, 草仮名, szó szerinti fordítása fűkana) egy régi japán szótagírás, amelyet ma már csak művészeti célokra használnak. A  manjógana írás és a modern hiragana közötti átmenetet képezi. A szógana elsősorban a Heian-kori szövegekben jelenik meg, leginkább a pompa története című műben (Eiga Monogatari (栄花物語) és a párnakönyvben (枕草子, Makura no szósi) találkozhatunk vele. A manjógana írásjegyek kézírásos formájából ered, a gyakoribb szógana írásjeleket tovább alakították, és a 11. század elejére a modern hiragana formáivá fejlődtek.
A szógana fő célja - napjainkban az egyetlen felhasználási módja - a művészi hatás volt. Gyakran használták versek előadására, mint például Fudzsivara Kózei műveiben, akinek stílusát gyakran idézik a szógana használatának példájaként. A kevés fennmaradt szógana írással készített művek azonosítása azonban vitatott.

## Fordítás
Ez a szócikk részben vagy egészben  a   Sōgana című angol Wikipédia-szócikk ezen változatának fordításán alapul.  Az eredeti cikk szerkesztőit annak laptörténete sorolja fel. Ez a jelzés csupán a megfogalmazás eredetét és a szerzői jogokat jelzi, nem szolgál a cikkben szereplő információk forrásmegjelöléseként.